# A Night at the Opera Tour
A Night at the Opera Tour foi uma turnê da banda de rock britânica Queen, para promover o álbum A Night at the Opera. Aconteceu entre 1975-1976, e passou pela Europa, Estados Unidos, Japão e Austrália.

## Lista de canções
1. "Bohemian Rhapsody (Seções ópera e rock)"
2. "Ogre Battle"
3. "Sweet Lady"
4. "White Queen (As It Began)"
5. "Flick Of The Wrist"
6. "Bohemian Rhapsody (Seção balada)"
7. "Killer Queen"
8. "The March Of The Black Queen"
9. "Bohemian Rhapsody" (Reprise)
10. "Bring Back That Leroy Brown"
11. "Brighton Rock"
12. "Son and Daughter (Final)"
13. "The Prophet's Song"
14. "Stone Cold Crazy"
15. "Doing All Right"
16. "Keep Yourself Alive"
17. "Liar"
18. "In The Lap Of The Gods... Revisited"
19. "Now I'm Here"
20. "Big Spender"
21. "Jailhouse Rock"
22. "God Save the Queen" (tape)

Outras músicas ocasionalmente tocadas
- "Son And Daughter" (versão completa de novembro de 1975)
- "Lazing On A Sunday Afternoon" (a partir de 1976)
- "Modern Times Rock 'n' Roll"
- "Seven Seas Of Rhye" (geralmente depois de Keep Yourself Alive)
- "See What A Fool I've Been"
- "Hangman"
- "Shake, Rattle and Roll" (geralmente depois de Jailhouse Rock)
- "Stupid Cupid" (geralmente depois de Jailhouse Rock)
- "Be Bop A Lula" (geralmente depois de Jailhouse Rock)
- "Father To Son"

## Datas
| Data                                         | Cidade                               | País          | Local                                |
| Europa                                       | Europa                               | Europa        | Europa                               |
| -------------------------------------------- | ------------------------------------ | ------------- | ------------------------------------ |
| 14 de novembro de 1975                       | Liverpool                            | Inglaterra    | Empire Theatre                       |
| 15 de novembro de 1975                       | Liverpool                            | Inglaterra    | Empire Theatre                       |
| 16 de novembro de 1975                       | Coventry                             | Inglaterra    | Coventry Theatre                     |
| 17 de novembro de 1975                       | Bristol                              | Inglaterra    | Colston Hall                         |
| 18 de novembro de 1975                       | Bristol                              | Inglaterra    | Colston Hall                         |
| 19 de novembro de 1975                       | Cardiff                              | País de Gales | Capitol Theatre                      |
| 21 de novembro de 1975                       | Taunton                              | Inglaterra    | Odeon Theatre                        |
| 23 de novembro de 1975                       | Bournemouth                          | Inglaterra    | Winter Gardens                       |
| 25 de novembro de 1975                       | Southampton                          | Inglaterra    | Gaumont Theatre                      |
| 26 de novembro de 1975                       | Manchester (dois shows no mesmo dia) | Inglaterra    | Free Trade Hall                      |
| 29 de novembro de 1975                       | Londres                              | Inglaterra    | Hammersmith Odeon                    |
| 30 de novembro de 1975                       | Londres                              | Inglaterra    | Hammersmith Odeon                    |
| 1 de dezembro de 1975                        | Londres                              | Inglaterra    | Hammersmith Odeon                    |
| 2 de dezembro de 1975                        | Londres                              | Inglaterra    | Hammersmith Odeon                    |
| 3 de dezembro de 1975                        | Londres                              | Inglaterra    | Hammersmith Odeon                    |
| 7 de dezembro de 1975                        | Wolverhampton                        | Inglaterra    | Wolverhampton Civic Hall             |
| 8 de dezembro de 1975                        | Preston                              | Inglaterra    | Preston Guild Hall                   |
| 9 de dezembro de 1975                        | Birmingham                           | Inglaterra    | Odeon Theatre                        |
| 10 de dezembro de 1975                       | Birmingham                           | Inglaterra    | Odeon Theatre                        |
| 11 de dezembro de 1975                       | Newcastle upon Tyne                  | Inglaterra    | Newcastle City Hall                  |
| 13 de dezembro de 1975                       | Dundee                               | Escócia       | Caird Hall                           |
| 14 de dezembro de 1975                       | Aberdeen                             | Escócia       | Aberdeen Capitol Theatre             |
| 15 de dezembro de 1975                       | Glasgow                              | Escócia       | The Glasgow Apollo                   |
| 16 de dezembro de 1975                       | Glasgow                              | Escócia       | The Glasgow Apollo                   |
| 24 de dezembro de 1975                       | Londres                              | Inglaterra    | Hammersmith Odeon                    |
| América do Norte                             |                                      |               |                                      |
| 27 de janeiro de 1976                        | Waterbury                            | EUA           | Palace Theatre                       |
| 29 de janeiro de 1976                        | Boston                               | EUA           | Boston Music Hall                    |
| 30 de janeiro de 1976                        | Boston                               | EUA           | Boston Music Hall                    |
| 31 de janeiro de 1976                        | Upper Darby                          | EUA           | Tower Theater                        |
| 1 de fevereiro de 1976                       | Upper Darby                          | EUA           | Tower Theater                        |
| 2 de fevereiro de 1976                       | Upper Darby                          | EUA           | Tower Theater                        |
| 5 de fevereiro de 1976                       | Nova York                            | EUA           | Beacon Theatre                       |
| 6 de fevereiro de 1976                       | Nova York                            | EUA           | Beacon Theatre                       |
| 7 de fevereiro de 1976                       | Nova York                            | EUA           | Beacon Theatre                       |
| 8 de fevereiro de 1976                       | Nova York                            | EUA           | Beacon Theatre                       |
| 11 de fevereiro de 1976                      | Detroit                              | EUA           | Masonic Auditorium                   |
| 12 de fevereiro de 1976                      | Detroit                              | EUA           | Masonic Auditorium                   |
| 13 de fevereiro de 1976                      | Cincinnati                           | EUA           | Riverfront Coliseum                  |
| 14 de fevereiro de 1976                      | Cleveland                            | EUA           | Cleveland Music Hall                 |
| 15 de fevereiro de 1976                      | Toledo                               | EUA           | Toledo Sports Arena                  |
| 18 de fevereiro de 1976                      | Saginaw                              | EUA           | Saginaw Civic Center                 |
| 19 de fevereiro de 1976                      | Columbus                             | EUA           | Veterans Memorial Auditorium         |
| 20 de fevereiro de 1976                      | Pittsburgh                           | EUA           | Stanley Theater                      |
| 22 de fevereiro de 1976                      | Chicago                              | EUA           | Auditorium Theatre                   |
| 23 de fevereiro de 1976                      | Chicago                              | EUA           | Auditorium Theatre                   |
| 24 de fevereiro de 1976                      | Chicago                              | EUA           | Auditorium Theatre                   |
| 26 de fevereiro de 1976                      | St. Louis                            | EUA           | Convention Hall                      |
| 27 de fevereiro de 1976                      | Indianápolis                         | EUA           | Indiana Convention Exposition Center |
| 28 de fevereiro de 1976                      | Madison                              | EUA           | Dane County Memorial Coliseum        |
| 29 de fevereiro de 1976                      | Fort Wayne                           | EUA           | War Memorial Coliseaum               |
| 2 de março de 1976                           | Milwaukee                            | EUA           | Milwaukee Auditorium                 |
| 3 de março de 1976                           | Saint Paul                           | EUA           | Saint Paul Auditorium                |
| 7 de março de 1976                           | Berkeley                             | EUA           | Berkeley Community Theatre           |
| 9 de março de 1976 (dois shows no mesmo dia) | Santa Monica                         | EUA           | Santa Monica Civic Auditorium        |
| 10 de março de 1976                          | Santa Monica                         | EUA           | Santa Monica Civic Auditorium        |
| 11 de março de 1976                          | Santa Monica                         | EUA           | Santa Monica Civic Auditorium        |
| 12 de março de 1976                          | San Diego                            | EUA           | San Diego Sports Arena               |
| Ásia                                         |                                      |               |                                      |
| 22 de março de 1976                          | Tóquio                               | Japão         | Nippon Budokan                       |
| 23 de março de 1976                          | Nagoia                               | Japão         | Aichi Prefectural Gymnasium          |
| 24 de março de 1976                          | Himeji                               | Japão         | Himeji Kōsei Nenkin Kaikan           |
| 26 de março de 1976                          | Fukuoka (dois shows no mesmo dia)    | Japão         | Fukuoka Kyuden Kinen Gymnasium       |
| 29 de março de 1976                          | Osaka (dois shows no mesmo dia)      | Japão         | Osaka Kōsei Nenkin Kaikan            |
| 31 de março de 1976                          | Tóquio                               | Japão         | Nippon Budokan                       |
| 1 de abril de 1976                           | Tóquio                               | Japão         | Nippon Budokan                       |
| 2 de abril de 1976                           | Sendai                               | Japão         | Miyagi Prefectural Sport Center      |
| 4 de abril de 1976                           | Tóquio                               | Japão         | Nichidai Kodo                        |
| Ásia                                         |                                      |               |                                      |
| 11 de abril de 1976                          | Perth                                | Austrália     | Perth Entertainment Centre           |
| 14 de abril de 1976                          | Adelaide                             | Austrália     | Apollo Stadium                       |
| 15 de abril de 1976                          | Adelaide                             | Austrália     | Apollo Stadium                       |
| 17 de abril de 1976                          | Sydney                               | Austrália     | Hordern Pavilion                     |
| 18 de abril de 1976                          | Sydney                               | Austrália     | Hordern Pavilion                     |
| 19 de abril de 1976                          | Melbourne                            | Austrália     | Melbourne Festival Hall              |
| 20 de abril de 1976                          | Melbourne                            | Austrália     | Melbourne Festival Hall              |
| 23 de abril de 1976                          | Brisbane                             | Austrália     | Brisbane Festival Hall               |